# Borama
Borama (en somali : Boorama ; en arabe : بوراما), aussi appelée Borame, est le chef-lieu de la province d'Awdal au Somaliland, dans le nord-ouest de la Somalie.

## Géographie
Elle est la troisième ville du Somaliland après la capitale Hargeisa et Burao, par sa population de 398 609 habitants en 2019[réf. à confirmer].
Elle se trouve à proximité de la frontière somalienne avec l'Éthiopie.

## Histoire
À l'époque médiévale, Borama était contrôlée par le sultanat d'Adal. Elle a fait partie du protectorat britannique du Somaliland au cours de la première moitié du XXe siècle.

## Annexe